# 出水市針原地区土石流災害
出水市針原地区土石流災害（いずみしはりはらちくどせきりゅうさいがい）は、1997年（平成9年）7月10日の未明に、鹿児島県出水市境町の針原地区で、7月7日午前0時頃から降り続いた大雨の影響で発生した土石流による災害。

## 地理
元々針原という地名は、針=角の取れていない岩の原、といった意味合いのある地名である。これは以前からこの付近において土石流が頻繁に発生していたことを示唆する。また針原地区を流れる針原川は土石流危険渓流に指定されており、その上部では砂防堰堤が建設中であった。同年の3月26日には紫尾山付近を震源とする震度5強の地震（鹿児島県北西部地震）が発生したが、この地震による土石流災害への影響や因果関係は不明である。

## 発生まで
当時の出水市は既に6月の降水量が例年の倍近くであったが、7月7日からは集中豪雨に見舞われており、土石流発生直前までの7日からの総雨量は約400mmにも達していた。9日には市内のあちこちで冠水や浸水の被害が発生し、午後4時から5時までの時間雨量は55mmを観測したが午後7時を過ぎてから一旦降雨が止んだ。当時の針原地区では自主避難が呼びかけられていたが、降雨が止んだことにより住民が安心し、避難を行わなかったことが被害を大きくした可能性がある。

## 発生
9日午後11時を過ぎてから山鳴りがした、針原川の水量が減ったなどの前兆現象ではないかとも言える現象が生き残った住民により証言されている。10日未明に土石流発生。崩壊した土砂は建設中であった砂防ダムを乗り越え、針原地区を飲み込んだ。

## 発生後
地元の消防が直ちに出動、続いて県警が現地に到着。午前6時には自衛隊が到着し捜索及び救助活動にあたった。
- 午前10時、須賀龍郎鹿児島県知事が現地入り。
- 午後4時、亀井静香建設大臣が現地入り。
- 午後6時30分、二次災害による危険のため捜索の一旦打ち切り。これに関連し亀井静香による住人への暴言があったと報道される。（捜索続行を主張する行方不明者親族をマスコミ関係者と誤解した亀井氏が声を荒らげたが親族だと知ってその後本人に謝罪　捜索中止の理由は夜間になり安全確保が困難であるという現地対策本部の判断）
- 11日午前7時、捜索を再開。
- 同午後1時35分、21人目の行方不明者の遺体を発見。これにより捜索終了。

## 被害
- 死者21名、重軽傷者13名、破壊された家屋は19棟。